# Fort Frederik
Fort Frederik, auch bekannt als Frederiksfort, ist eine ehemalige Festung in Frederiksted, Saint Croix (Amerikanische Jungferninseln), direkt an der Küste.
Die Festung wurde 1752 bis 1760 zum Schutz der Besitzung St. Croix von Dänemark-Norwegen unter der Regentschaft von Friedrich V. erbaut.
Sie ist im National Register of Historic Places gelistet (seit 1976) sowie ein National Historic Landmark (1997) und Teil des Frederiksted Historic District.

## Abbildungen

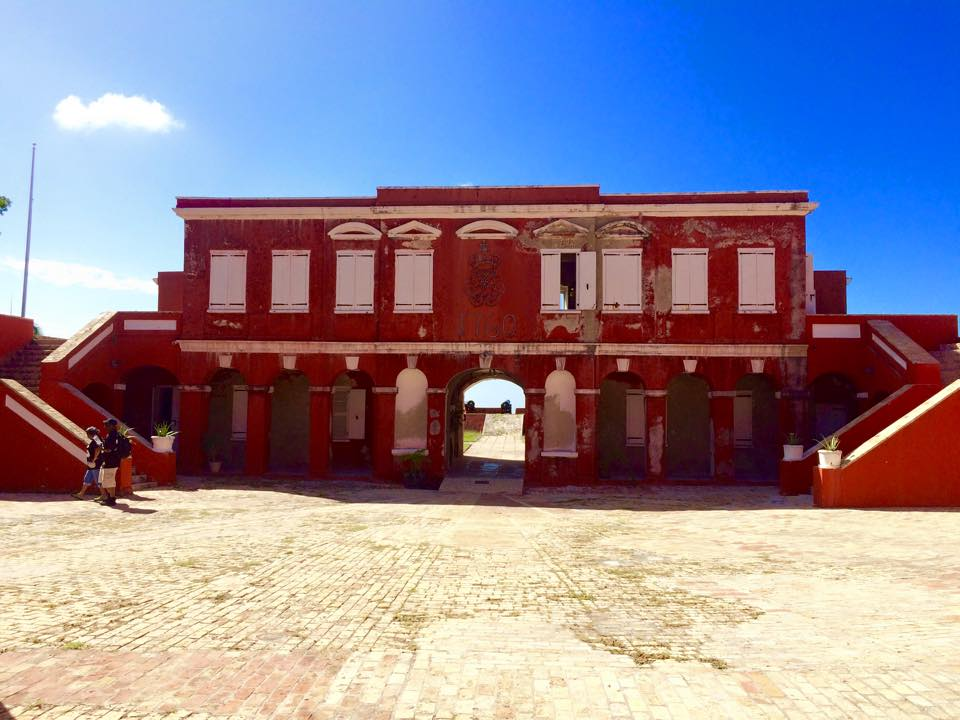
Kommandeursgebäude
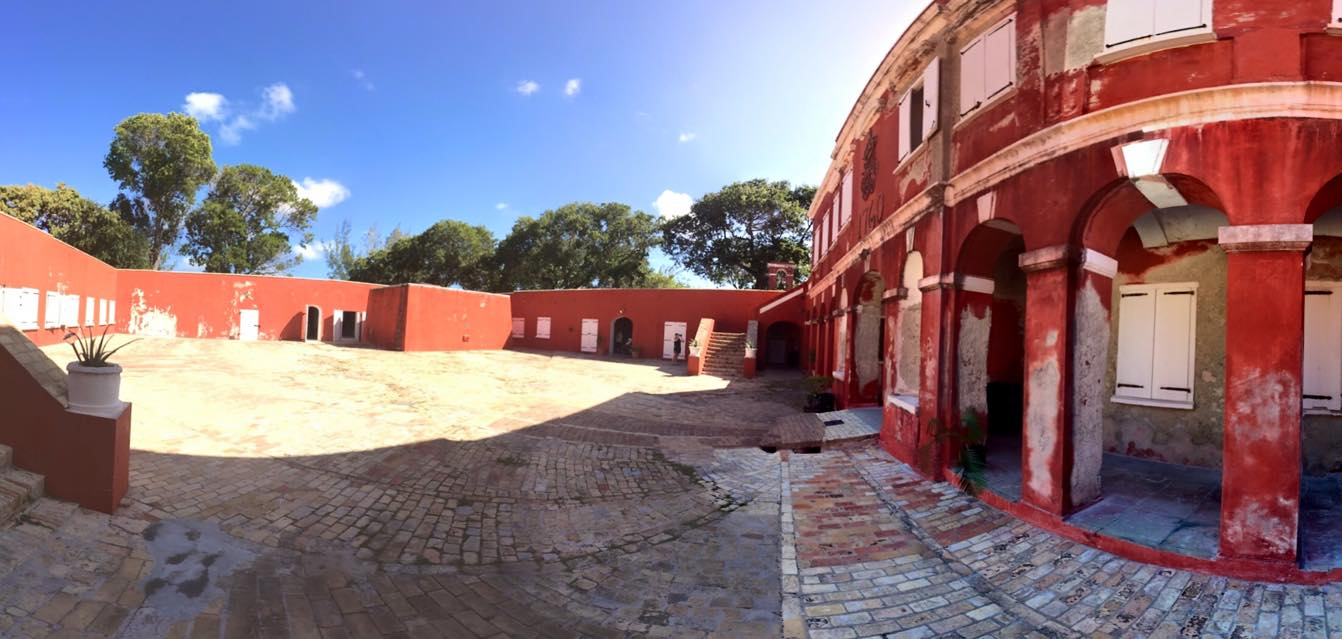
Innenhof (südlich)
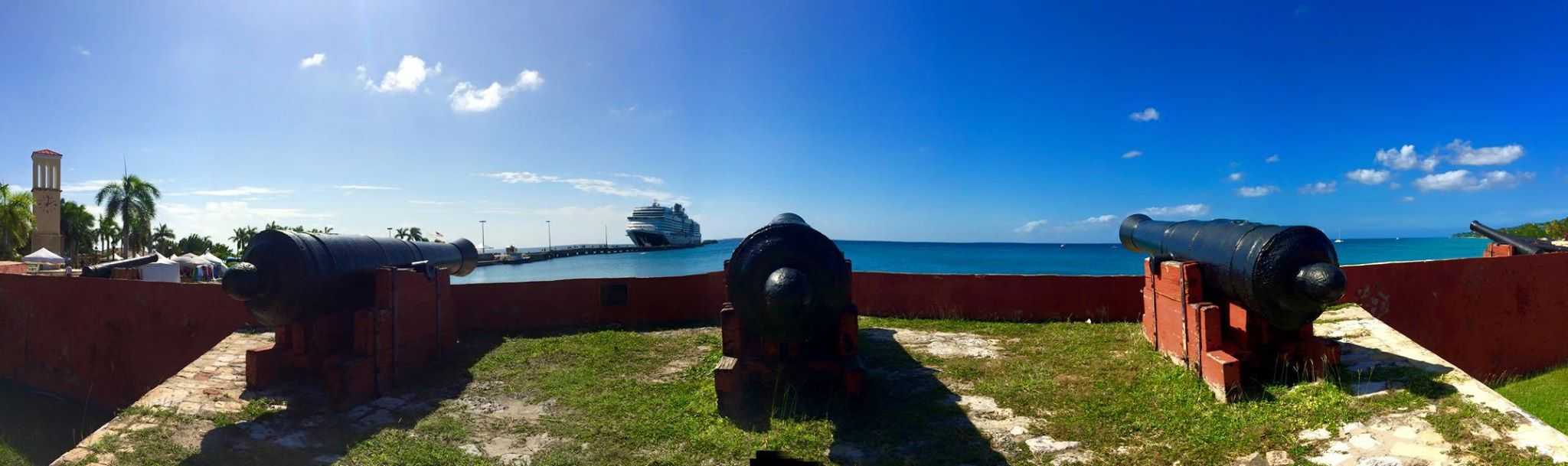
Alte Kanonen